# Тин-Сити (аэропорт)
Аэропорт Тин-Сити LRRS (англ. Tin City LRRS Airport), (ИАТА: TNC, ИКАО: PATC, FAA LID: TNC) — военный аэропорт, расположенный в 1,85 километрах к востоку от центрального делового района города Тин-Сити (Аляска), США.
Аэропорт принадлежит военно-воздушным силам США и также известен под именем Аэропорт Тин-Сити. Акроним LRRS означает «Станция радаров дальнего действия» или «Площадка радаров дальнего действия» (англ. Long Range Radar Site, Long Range Radar Station).

## Операционная деятельность
Аэропорт Тин-Сити LRRS находится на высоте 82 метров над уровнем моря и эксплуатирует одну взлётно-посадочную полосу:
- 16/34 размерами 1433 x 30 метров с гравийным покрытием.

За период с 9 июля 1980 года по 9 июля 1981 года Аэропорт Тин-Сити LRRS обработал 350 операций взлётов и посадок самолётов из них 57 % пришлось на рейсы аэротакси, 29 % составила авиация общего назначения и 14 % — рейсы военной авиации.